# Rosensvärd
Rosensvärd är en svensk adelsätt.
Bröderna Adolf Fredrik (1753–1799) och Carl Reinhold Pettersén (1739–1790) adlades under namnet Rosensvärd 1781. De introducerades 1788 under nummer 2144. Deras bröder Nils Elias (1743–1817) och Henrik Vilhelm Pettersén (1748–1826) adlades och adopterades på sina förut introducerade bröders nummer 1809. Adolf Fredrik Rosensvärds ättegren utdog med hans äldste son 1825. Brodern Henrik Vilhem dog ogift och slöt själv sin gren. Nils Elias Petterséns ättegren introducerades först 1897 med en sonsons son till honom.
Redan 1653 adlades ryttmästare Måns Persson (1613–1677) under namnet Rosensvärd. Han tog aldrig introduktion och hans ätt utdog på svärdssidan med honom själv och på spinnsidan med en dotter 1711.

## Medlemmar
- Johan Samuel Rosensvärd (1782–1818), svensk militär och kartograf
- Henrik Rosensvärd (1816–1890), svensk militär och politiker
- Alexis Rosensvärd (1820–1908), svensk sjömilitär
- Otto Rosensvärd (1841–1929), svensk sjömilitär
- Carl Rosensvärd (1854–1922), svensk sjömilitär
- Knut Rosensvärd (1865–1944), svensk sjömilitär
- Ivar Rosensvärd (1898–1983), svensk sjömilitär